# Martin Pope

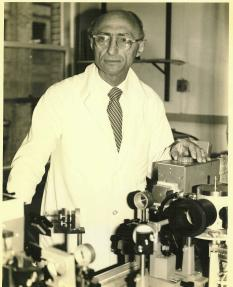
Martin Pope

Martin Pope, geboren als Isidore Poppick (* 22. August 1918 in New York City-Lower East Side; † 27. März 2022 New York City-Brooklyn), war ein US-amerikanischer Chemiker und Pionier bei der Erforschung und Entwicklung von molekularen Halbleitern.

## Werdegang
Pope stammte von jüdisch-polnischen Immigranten ab, wuchs in der Lower East Side auf und schloss das City College of New York mit dem Bachelor-Abschluss in Physikalischer Chemie 1939 ab. Im Zweiten Weltkrieg arbeitete er an der Columbia University im Umfeld des Manhattan-Projekts und diente als Leutnant in den United States Army Air Forces im Pazifikkrieg. Nach der Rückkehr nach New York änderte er seinen Namen von Isidore Poppick in Martin Pope aufgrund von Erfahrungen von antisemitischen Vorurteilen bei der Jobsuche. Pope arbeitete ab 1946 in den Balco Research Laboratories in Newark an dünnen Filmen. Er wurde 1951 am Polytechnic Institute of Brooklyn in Chemie promoviert. 1951 bis 1956 war er Assistant Technical Director der Balco Research Laboratories. 1956 ging er an die New York University an das Radiation and Solid State Physics Laboratory (RSSL), wo er Professor für Chemie wurde und 1983 bis zur Emeritierung 1988 Direktor war.
1960 entwickelte er ohmsche Elektrodenkontakte zur Ladungsträgerinjektion in organische Kristalle und konnte 1963 Elektrolumineszenz bei Anthracen beobachten. Diese und andere Arbeiten seiner Forschungsgruppe bildeten die Grundlage für die Entwicklung von organischen Leuchtdioden (OLED).
1977 wurde er Fellow der American Physical Society, im Jahr 2006 erhielt er die Davy Medal der Royal Society. Er war unter anderem Gastprofessor in China, der UdSSR und Alexandria in Ägypten.
Er heiratete 1946 die High-School-Lehrerin Lillian Pope, geborene Bellin (1918–2015), und hatte zwei Töchter. Seine Frau, auch Lillie genannt, war eine bekannte Entwicklungspsychologin, besonders für lernbehinderte Kinder.

## Schriften
- mit Charles E. Swenberg: Electronic processes in organic crystals, Oxford University Press 1982,[1] Neuauflage 1992 als Electronic Processes in Organic Crystals and Polymers.